# Hermetismo
El hermetismo o hermeticismo es una tradición filosófica y religiosa basada principalmente en textos pseudoepigráficos, los Hermética, atribuidos a Hermes Trismegisto (el tres veces grande), una legendaria combinación helenística del dios griego Hermes y el dios egipcio Thot. Los Hermética se escribieron a lo largo de muchos siglos (c. 300 a. C.-1200 d. C.), y pueden ser muy diferentes en contenido y alcance.
Uno de los usos más comunes del rótulo de hermetismo es para referirse al sistema religioso-filosófico propuesto por un subgrupo específico de escritos herméticos conocido como los Hermética «filosóficos», el más famoso de los cuales es el Corpus Hermeticum (una colección de diecisiete tratados herméticos en griego escritos entre c. 100 y c. 300 d. C.). Esta forma específica e histórica de filosofía hermética se denomina a veces, de forma más restrictiva, Hermetismo, para distinguirla de las filosofías inspiradas en los numerosos escritos herméticos de época y naturaleza completamente diferentes.
Un término más abierto es Hermeticismo, que puede referirse a una amplia variedad de sistemas filosóficos que se basan en los escritos herméticos, o incluso simplemente en temas generalmente asociados con Hermes (más notablemente, la alquimia a menudo recibió el nombre de «el arte hermético» o «la filosofía hermética»). El uso más famoso del término en este sentido más amplio es el concepto de hermetismo o hermeticismo renacentista, que se refiere a la amplia gama de filosofías modernas tempranas inspiradas, por un lado, por la traducción del Corpus Hermeticum por parte de Marsilio Ficino (1433-1499) y Ludovico Lazzarelli (1447-1500), y por otro, por la introducción por parte de Paracelso (1494-1541) de una nueva filosofía médica basada en los Hermética «técnicos» (es decir, Hermética astrológicos, alquímicos y mágicos, como la Tabla de Esmeralda).
A lo largo de su historia, el hermetismo estuvo estrechamente asociado a la idea de una sabiduría divina primigenia, revelada solo a los sabios más antiguos, como Hermes Trismegisto. En el Renacimiento, esto se convirtió en la noción de una prisca theologia o «teología antigua», que afirmaba que existe una teología única y verdadera que fue dada por Dios a algunos de los primeros seres humanos, y de la que aún se pueden encontrar rastros en varios sistemas de pensamiento antiguos. Pensadores como Giovanni Pico della Mirandola (1463-1494) asumieron que esta «teología antigua» podía reconstruirse estudiando (lo que entonces se consideraba) los escritos más antiguos que aún existían, tales como los atribuidos a Hermes, pero también los atribuidos, por ejemplo, a Zoroastro, Orfeo, Pitágoras, Platón, los «caldeos» o la Cábala. Esto pronto evolucionó hacia la idea, propuesta por primera vez por Agostino Steuco (1497-1548), de que una misma y única verdad divina puede encontrarse en las tradiciones religiosas y filosóficas de diferentes épocas y lugares, todas ellas consideradas como diferentes manifestaciones de una misma filosofía perenne universal. En este contexto perennialista, el término «hermético» tendió a perder aún más su especificidad, convirtiéndose finalmente en un mero sinónimo del supuesto conocimiento divino de los antiguos egipcios, especialmente en lo que se refiere a la alquimia y la magia. A pesar de su uso ocasional de textos y conceptos herméticos auténticos, este uso genérico y pseudohistórico del término fue muy popularizado por los ocultistas de los siglos XIX y XX.
Algunos de los principios del cuerpo doctrinal hermético son: a) el pensamiento simbólico, b) el hombre como símbolo emblemático del mundo (relación microcosmos-macrocosmos), c) el anima mundi, d) la teoría de las correspondencias entre niveles, e) la complementariedad de los contrarios, f) la meditación como técnica de ascensión de la mente individual a la región de la Gran Mente, y g) la vida como transmutación personal. Según los hermetistas, la alquimia no sería una mera protociencia, sino un lenguaje codificado mediante símbolos que le permitirían al iniciado "acceder a una percepción de orden suprahistórico, en la cual la naturaleza y el propio hombre [...] se hallan en un estado de creación".
La teoría hermética ha sido una influencia decisiva en diversas corrientes filosóficas, religiosas y esotéricas, así como en el arte, principalmente en la literatura, la música y la pintura, teniendo gran importancia durante el Renacimiento y La Reforma. La tradición reclama ser descendiente de una prisca theologia, idea de que existe una simple y verdadera teología, la cual está presente en todas las religiones y fue dada por Dios al hombre en la Antigüedad.
Muchos escritores cristianos, incluyendo a Lactancio, Tomás de Aquino, Giordano Bruno, Marsilio Ficino, Campanela y Giovanni Pico della Mirandola, consideraron a Hermes Trismegisto un sabio profeta pagano que previó la llegada del cristianismo. Sin embargo, algunos teólogos católicos lo condenaron o consideraron su doctrina como una herejía, en gran medida por su secretismo iniciático y su sincretismo. Uno de los primeros en hacerlo fue Agustín de Hipona en su obra La Ciudad de Dios.
El libro Poimandres, del cual Marsilio Ficino formó su opinión, establece que a Hermes "le llamaban Trismegisto porque era el filósofo más grande, el sacerdote más grande y el rey más grande". La enciclopedia bizantina  Suda (siglo X) establece que: "Era llamado Trismegisto a cuenta de su alabanza hacia la trinidad, diciendo que hay una naturaleza divina en la trinidad".

## Orígenes
Hermes Trismegisto es una unión sincrética del dios griego Hermes y el egipcio Toth. El sincretismo entre deidades egipcias y griegas es anterior a la conquista de Egipto por Alejandro Magno en el siglo IV a. C.. Heródoto ofreció ejemplos de esto en el siglo V a. C.. Un caso claro de la época helenística es Serapis.
Hermes se consideraba Psicopompo, que conduce a los difuntos al Inframundo o los trae de vuelta, y Ctónico, ligado al Inframundo. Se le representa con dos serpientes enroscadas a un caduceo, de forma similar al dios mesopotámico Ningizzida, ligado al más allá de las almas. En época helenística se consideró a Hermes también el logos demiúrgico, la razón creadora del universo.
Toth es dios de la magia y del conocimiento, ya que tiene dominio sobre la palabra escrita y hablada. También se le asociaba al logos creador. Toth estaba ligado a los muertos también, porque junto a Anubis volvió a unir los miembros de Osiris cuando había sido despedazado por Seth.
Heródoto identificó a Hermes con Toth en el siglo V a. C.. En el siglo I a. C. Cicerón contabilizó hasta cinco Hermes, uno de los cuales era el Toth egipcio.
Trismegisto significa "tres veces grande". Toth es llamado "grande, grande" en una estela del faraón Apries, del 570 a. C.. Desde el siglo III a. C. se le añadió a esto "wer" en demótico para indicar lo superlativo. En un decreto de Rafia de 217 a. C. aparece en griego Toth como "μέγιστος καὶ μέγιστος", mientras que en la piedra Rosetta del 197 a. C. aparece el mismo apelativo para Hermes. En un óstraco en griego, traducción de otro en demótico (encontrados ambos en Saqqara), de entre el 168 al 164 a. C., aparece la expresión μέγιστου καὶ μέγιστου θεοῦ μεγαλοῦ ‘Ερμοῦ27 ("del muy grande, muy grande, gran dios Hermes").
Tras la conquista romana de Egipto, en el 30 a. C., las clases sacerdotales pasaron a estar bajo el control del emperador y perdieron prestigio. Entonces, los egipcios pasaron a trasladar su religiosidad a lo doméstico, a recurrir a la salvación mediante diversos medios (como rituales o amuletos) y a adoptar una filosofía centrada en la comunión con la divinidad. Los sacerdotes egipcios pasaron a presentarse como guardianes de un saber ancestral, como hombres piadosos y como poderosos hechiceros. También se empezó a filtrar literatura sobre moral y filosofía fuera de los templos.
Los escritos herméticos tienen influencias de filosofía platónica, pitagórica y estoica. Es posible que sus autores fuesen sacerdotes egipcios helenizados.
Porfirio (siglos III-IV) dijo que los escritos de hermética no eran egipcios sino griegos. Isaac Casaubon (siglos XVI-XVII) dijo que no eran tan antiguos como estos textos pretendían hacer ver.
En 1904 Richard Reitzenstein argumentó el origen egipcio. Entre 1949 y 1954 André-Jean Festugière defendió el origen griego con una de sus obras. En 1982 Jean-Pierre Mahé defendió nuevamente el origen egipcio. En 1986 Garth Fowden argumentó que tenían su origen en un contacto cultural entre egipcios y griegos, sin determinar ninguna prevalencia.
Se suele creer que los textos fueron escritos entre los siglos I-IV d. C.. Sin embargo, Petrie situó los textos en el Egipto del siglo VI a. C..
En 2001 Erik Hornung sugirió que los orígenes podrían remontarse hasta el Egipto del segundo milenio antes de Cristo. Hornung los relaciona con el Libro de los dos caminos y con el Libro de Thot mencionados en los textos de los sarcófagos, así como con el faraón Akenatón.
Entre los siglos II y I a. C. estaban ya el Salmeschoianaka, un manual astrológico atribuido al rey Nequepso y al sacerdote Petosiris, el Liber Hermetis y otras obras de medicina astrológica. Plutarco, entre los siglos I y II d. C., hizo referencia a unos "Libros de Hermes", que parece ser que trataban temas teológicos y astrológicos. Galeno, del siglo I d. C., alude a un tratado hermético de astrología botánica. Clemente de Alejandría, hacia el 200 d. C. señala que toda la sabiduría de los egipcios está recopilada en los 42 libros de Hermes y que cuatro de ellos trataban sobre astrología y seis sobre medicina.

## Clasificación
En 1967 André-Jean Festugière agrupó los textos herméticos en "hermetismo popular" (astrología, magia y alquimia) y "hermetismo culto" (teología y filosofía).
En 1993 Garth Fowden, por su parte, agrupó los textos como "filosóficos" y "técnicos" (astrología, magia y alquimia). No obstante, algunos textos herméticos filosóficos contienen lo que se considera hermetismo técnico.

### Hermetismo filosófico-religioso
La estructura de la mayoría de tratados filosófico-religiosos herméticos consiste en un diálogo. Suele tratarse de Hermes, aunque también pueden ser otros como Asclepio o Isis, enseñando a un discípulo doctrinas.
Las doctrinas de los tratados herméticos no siempre son iguales pero coinciden en las relaciones del universo, que constaría de tres partes fundamentales: la divinidad, el cosmos y el hombre.
En la tríada hermética Dios es padre, el cosmos es su hijo y el hombre es su nieto.
El logos (el verbo) en la creación del cosmos aparece en el tratado I del Corpus Hermeticum, en los Fragmentos herméticos 27-35 y en el códice VI de Nag Hammadi.
De forma similar al panteísmo, el cosmos sería uno con un Dios inmanente y trascendente, que se encontraría más allá del tiempo y del espacio. El hermetismo busca la unión con Dios mediante la gnosis.
En tratado V del Corpus Hermeticum se dice que "Dios es invisible y a la vez muy evidente". Esto puede hacer referencia a dos momentos del conocimiento de lo divino: la iluminación divina como meta y la abdicación de la razón ante una realidad que sobrepasa la lógica de la identidad. También puede interpretarse como una combinación binaria aparentemente contradictoria para expresar totalidad, habitual en la teología egipcia. Por ejemplo, Ra es llamado "aquel que es y no es".
En el tratado XVIII del Corpus Hermeticum Dios es comparado con un músico infatigable que "no sólo ejecuta la armonía de los cantos, sino que marca el ritmo de la melodía apropiada a cada instrumento". Sin embargo, se habla de una debilidad de nuestro cuerpo en lo moral, que produce una música desafinada de la que no tiene la culpa Dios.
Dios es asociado directamente con el Bien:

Porque el Bien es inalienable e inseparable de Dios: es Dios mismo
Corpus Hermeticum, tratado IIB 16

En el tratado VIII del Corpus Hermeticum se habla del cosmos como aeízoon (siempre vivo) e inmortal, mientras que Dios, que ha creado el cosmos, es eterno.
En el tercer tratado del Corpus Hermeticum se dice que fueron los planetas los que crearon la naturaleza y en el decimosexto se dice que fue el sol.
En Aclepio se dice que hay un nous (pensamiento) divino, un nous de la eternidad (el plan divino), un nous cósmico y un nous humano. Estos han sido entendidos en cuatro una jerarquía en ese orden o bien como momentos de un proceso con Dios, el cosmos y el hombre.
En las Definiciones herméticas armenias se dice que el logos interpreta lo que el nous quiere, por tanto el logos es un instrumento del nous.
La hermética considera que el cosmos se encuentra en movimiento. Esta concepción del movimiento del cosmos fue explicada por Cicerón en su sexto libro de la obra De re publica. El cielo se movería de este a oeste y los planetas de oeste a este. En la esfera exterior estarían las estrellas fijas que "en una carrera eterna, cumplen una revolución circular" y debajo estarían "las otras siete esferas que giran con un movimiento retrógrado, en sentido contrario al del cielo".

Fíjate en cómo se mueven todas las cosas: unas alrededor del cielo, otras en tomo a la tierra y cómo ni las dextrógiras pasan a levógiras, ni las levógiras a dextrógiras, ni las de arriba pasan abajo, ni las de abajo arriba.
Tratado XI del Corpus Hermeticum

Hay dos tipos de movimiento. El movimiento según la "enérgeia" se refiere al del alma, que se mueve vivificando la vida intelectiva. La sustancia intelectiva es libre. El movimiento según la "dynamis" es del pneuma, principio de la vida vegetativa. La "dynamis" es una característica de los astros.
En el tratado IV del Corpus Hermeticum se dice que el nous "se asentará entre las almas como recompensa". No se trataría de una gracia arbitraria, sino que se daría al hombre que, en su libre albedrío, prefiere el bien frente al mal.
En Asclepio 19 se habla de dioses inteligibles que gobiernan sobre los dioses sensibles, vinculados al mundo material.
Isis y Osiris serían emanaciones de Dios y las funciones que tienen en la tierra son consideradas misterios inferiores, una prolongación de los misterios celestes.
En la hermética a menudo se presenta el mundo material como algo maléfico y negativo, como por ejemplo en el Poimandres, pero también se presenta como obra de Dios y algo maravilloso, por ejemplo en el tratado V del Corpus Hermeticum.
En Extractos de Estobeo XI sentencia 18, se dice que no hay nada bueno en la tierra y no hay nada malo en el cielo.
Wilhelm Bousset creyó que había dos hermetismos: por un lado el hemetismo dualista, pesimista y gnóstico de probable origen oriental y, por otro lado, el hermetismo optimista de origen griego basado en la admiración de un cosmos en el que el hombre tiene una función fundamental.
Los tratados explican la idea de un "alma del mundo", que está presente en toda la creación, articulándose un panenteísmo hermético.
El ser humano sería una creación de Dios tras la creación del cosmos. En el Poimandres se habla de que el ser humano, por curiosidad y amor por el mundo terrenal, cayó de los cielos y se encarnó. El hombre, por tanto, debería alcanzar la gnosis para regenerar un estado divino original.
El ser humano también sería un microcosmos con paralelo en el universo. En Aclepio se dice que el hombre está coordinado con el cosmos y en los Fragmentos de Estobeo se dice que el cuerpo humano está hecho en relación con la disposición de los astros. Esta idea tuvo una gran influencia en la Edad Media a través de la Tabla de Esmeralda.
El ser humano es la tercera fuerza creadora en el universo, junto a Dios y el cosmos. También es dual, porque tiene acceso a lo divino y participa de lo material.
Se cree en la existencia de un pneuma, que sería un impulso o energía cósmica que entrelaza a los seres en una cadena simpática. El pneuma introducido en el hombre le daría la posibilidad de subir al cielo y tener trato con los dioses.

Por el aliento vital, son suministrados y vivificados todos los seres del cosmos, de acuerdo con las órdenes del Dios supremo al que obedece como su órgano o instrumento que es
Asclepio

Entre los seres vivos, los hay inmortales y dotados de pneuma, los hay dotados de pensamiento, alma y pneuma, y otros, en fin, disponen sólo de la vida. Pues la vida puede constituirse sin pneuma, ni pensamiento, ni alma, ni inmortalidad, pero todos los demás no pueden existir sin la vida
Definiciones herméticas armenias

El aión (eternidad) es fundamental en el tratado XI del Corpus Hermeticum y en el Aclepio. Como concepto abstracto puede tener un sentido temporal o un sentido espacio-temporal. También se puede entender como principio activo ya que el aión sería la potencia de Dios que crea el cosmos.
El tratado XIII del Corpus Hermeticum trata de la palingenesia (regeneración), que consiste en un segundo nacimiento en el estado divino mediante el recibimiento del nous.
La apocatástasis se puede entender como el retorno de un astro a un punto determinado tomando como referencia las constelaciones u otro astro. También puede entenderse como la destrucción y renovación del cosmos. Está relacionada con la doctrina del eterno retorno, propia de cultos solares o de la religión egipcia.
La muerte es entendida en el hermetismo como una ficción porque solo es una disolución de una unión. Los seres que se disuelven no desaparecen, sino que se transforman en un cosmos inmortal.
En los Extractos de Estobeo se habla del Psicoguardían, que sería el vigilante de las almas aún no encarnadas, y del Psicoguía, que las conduciría señalando "su cometido a las almas mientras se incorporan". Hermes sería, por otro lado, el que tras la muerte conduce las almas al Hades.
Por otro lado, en el Asclepio se dice que las almas son inmortales y son juzgadas al separarse del cuerpo, pudiendo sufrir un castigo. La doctrina del castigo del alma ya está en Platón y que las almas son castigadas en la atmósfera es de origen pitagórico y fue también adoptado por los estoicos.

Una vez que el alma se ha separado del cuerpo, ha de someterse a juicio y examen de su mérito bajo la potestad del Demonio supremo; si, tras considerarla atentamente, éste descubre un alma piadosa y justa, entonces le permite permanecer en los lugares que le corresponden; pero si la descubre sucia por las faltas y manchada por los vicios, la precipita de arriba abajo, entregándola a las tormentas y torbellinos en el lugar donde se produce con frecuencia la discordia entre aire, fuego y agua, con el fin de que, entre cielo y tierra, se vea por siempre sacudida y zarandeada de un lado a otro por las turbulencias de la materia, y éste es su castigo eterno; y en ello le perjudica su propia inmortalidad, pues se ve sometida, por una sentencia inmortal, a un suplicio sin fin
Aclepio

El Poimandres describe la anábasis del alma tras la muerte del cuerpo a través de las esferas celestes.

En el primer cinturón abandona la actividad de aumentar o disminuir. En el segundo, la maquinación de maldades, ineficaz engaño. En el tercero, el ya inactivo fraude del deseo. En el cuarto, la manifestación del ansia de poder, desprovista ya de ambición. En el quinto, la audacia impía y la temeridad de la desvergüenza. En el sexto, los sórdidos recursos de adquisición de riquezas, ya inútiles. En el séptimo cinturón, en fin, la mentira que tiende trampas. Llega entonces a la naturaleza ogdoádica [el octavo cielo, la esfera de las estrellas fijas], desnudado de los efectos de la armadura, y por tanto sólo con su potencia propia.
Poimandres

El tratado XIII del Corpus Hermeticum también habla de 12 vicios (ignorancia, aflicción, incontinencia, deseo, injusticia, codicia, mentira, envidia, fraude, ira, imprudencia y malignidad). Los siete primeros vicios se contrarrestan con las siete virtudes y los otros cinco serían expulsados por el bien, la vida y la luz.
En el Asclepio se habla de una jerarquía en el cielo. Júpiter es usiarca (príncipe de la esencia) del cielo. La luz es usiarca del sol, difundiéndose esta por el disco solar. Los 36 decanos tienen por usiarca a Omniforme o Pantomorfo. Las siete esferas celestes tienen por usiarca a la Fortuna y al Destino.
El gobierno del universo dependería del destino, la providencia y la necesidad. La providencia es la razón perfecta en sí misma del Dios celestial, la voluntad y el proyecto divinos; el destino es la necesidad de que se cumplan todos los acontecimientos, enlazados unos con otros como los eslabones de una cadena, bajo el gobierno de los astros; la necesidad es una resolución inquebrantable e inalterable de la providencia.
En la hermética el silencio es fundamental para la iluminación divina. Ser silencioso, en el Antiguo Egipto, era una característica de un hombre de bien porque se le entendía como meditativo y al que hablaba mucho se le consideraba insensible a la presencia divina.
En la hermética para ser virtuoso hay que ser piadoso y, para esto, hay que tener sabiduría y que el nous domine lo irracional del alma.

Si buscas a Dios, en fin, pretendes también la belleza, pues uno solo es el camino que a él conduce: la piedad por medio del conocimiento
Corpus Hermeticum, tratado VI 5.

En Asclepio 25 esta relación entre sabiduría y piedad se denomina "religio mentis".

### Hermetismo técnico

#### Astrología
De acuerdo al concepto de simpatía, existiría una conexión entre lo celestial y lo terrenal. El ser humano sería un microcosmos sobre el que ejercerían su influencia estrellas, planetas, decanos y démones. El astrólogo podía realizar labores de adivinación o proporcionar remedios para una persona enferma (medicina astral), ya que cada parte del cuerpo dependería de una potencia astral.
En los libros II, III y IV del manual hermético Ciránides hay un bestiario y se habla de la relación de estos animales con las potencias celestes.

#### Alquimia
Los egipcios practicaban la tintura de metales desde el Imperio Nuevo. Esta práctica formaba parte de ritos sacerdotales y estaba relacionada con el renacimiento solar de Osiris.
La alquimia se centra en convertir metales en otros más puros, crear piedras preciosas con piedras comunes o crear un remedio a todas las enfermedades conocido como la panacea.
La máxima sería conseguir la piedra filosofal, que añadida al resto de metales permitiría convertirlos en oro. Esto se conseguiría durante un proceso, el opus magnum, en los que la materia prima va tomando diversos colores: nigredo (ennegrecimiento), albedo (blanqueamiento), citrinitas (amarilleamiento) y rubedo (enrojecimiento).
En uno de los textos Hermes habla de la piedra filosofal de color púrpura.
También se usa la alquimia para hablar de una transformación personal. En el primer tratado del Corpus Herméticum Hermes describe a Tat un bautismo espiritual en una crátera llena de nous para alcanzar la gnosis, convirtiéndose tras esto en un ser perfecto.
En el tratado Sobre la virtud de Zósimo se habla de un hombre de cobre que va cambiando su composición. Carl Gustav Jung escribió Algunas observaciones sobre las visiones de Zósimo (1937) sobre este relato.

#### Magia
En los Papiros Mágicos Griegos, escritos entre los siglos II y V d. C., hay hechizos y conjuros donde aparecen Hermes, Agatodaimon, Toth, Tat o Isis.  Por ejemplo, en una invocación a Selene para un maleficio, el autor se presenta así: "yo como conductor de todos los magos, el embajador de Hermes, el padre de Isis, yo». En estos escritos también se llama a Hermes el "fundador de los dioses" o se dice que para conocer el pasado, el presente y el futuro, es necesario un "anillo de Hermes".
La teúrgia hermética se hacen, de acuerdo con las leyes de la simpatía, estatuas de piedra, se trabaja con hierbas o se utilizan otros elementos simbólicos que comparten atributos con la divinidad que se intenta invocar.
En el primer libro del manual hermético Ciránides se exponen cuatro elementos (un pájaro, un pez, una planta y una piedra) y se trata de remedios médicos que pueden conseguirse con ellos.

## En la Edad Media y el Renacimiento en Europa
En Europa la hermética alcanzó su máximo de popularidad a partir del siglo XII por el redescubrimiento de textos como el Asclepio, la Tabla de Esmeralda y el Libro de Picatrix. También aparecieron otras obras de carácter filosófico-religioso relacionadas, como el Libro de los veinticuatro filósofos, Centiloquio (atribuido a Ptolomeo pero realmente escrito por Esteban de Mesina) y Acerca de los seis principios de las cosas.
El Libro de los veinticuatro filósofos, datado en el siglo XII, se atribuyó a Hermes Trismegisto al menos desde el siglo XIV. Sus dos primeras máximas han alcanzado gran popularidad: "Dios es una mónada que genera una mónada, reflejando en sí mismo la llama única" y "Dios es una esfera infinita cuyo centro está en todas partes y su circunferencia en ninguna".
Ludovico Lazzarelli fue iniciado a partir de 1481 por Giovanni da Corraggio en la hermética. Su obra más famosa es Crater Hermetis, escrita como una conversación entre el propio Lazzarelli, Fernando I de Aragón y su secretario Giovanni Pontano.
Francesco Giorgio, de la poderosa familia Zorzi, escribió Sobre la armonía del mundo (1525), sobre el cosmos y el hombre, con influencia hermética. Este influyó a su vez en el cardenal Agostino Steuco, que teorizó sobre una filosofía perenne que se habría mantenido a lo largo de la historia, tanto en Moisés como en Hermes.
Giovanni Battista della Porta escribió Magia Naturalis (1558), donde se define a Hermes como el mago más grande entre los egipcios.
Enrique Cornelio Agripa de Nettesheim escribió De occulta philosophia (1533), dividido en tres libros sobre la magia natural, la magia matemática y la magia ceremonial. En el capítulo 38 del primer libro invoca la autoridad de Hermes. La obra tiene una gran influencia hermética, sobre todo en lo que respecta a la astrología. En la conclusión de la obra dice que Hermes, Zoroastro y Apolonio fueron los que dominaron las artes mágicas.
John Dee escribió Enseñanzas previas aforísticas (1558) donde muestra su interés por conceptos desarrollados en el hermetismo como el macrocosmos y el microcosmos, así como por la capacidad del hombre de obtener poder divino y la iatromatemática.
En la obra de John Dee Mónada jeroglífica (1564) se aprecia el conocimiento de la hermética, sobre todo por el vocabulario y la alquimia para la creación de la piedra filosofal. La base del jeroglífico de la mónada es el símbolo del Mercurio, que Dee identifica con el mensajero y el microcosmos. También somete todos los símbolos a los del sol y la luna, afirmando "De esto, Hermes el tres veces muy grande nos advirtió hace tiempo, afirmando que su padre es el sol y que la luna es su madre". En la misma dedicatoria de la obra se lee "Nuestro sello londinense de Hermes".
En 1964 Frances Yates publicó una obra en la que decía que el científico Giordano Bruno había estado influenciado por la hermética. Este autor también cree que hubo una influencia de la hermética, junto con la cábala, en Giovanni Pico della Mirandola.
Si bien en la obra de Pico della Mirandola no hay una fusión explícita entre la cábala y la hermética, en el comienzo de su Discurso sobre la dignidad del hombre usó la hermética para justificar su antropocentrismo:

Tengo leído, padres honorabilísimos, en los escritos de los árabes, que Abdaláh sarraceno, al preguntársele qué cosa se ofrecía a la vista más digna de admiración a modo de teatro del mundo, respondió que ninguna cosa más admirable de ver que el hombre. Va a la par con esta sentencia el dicho aquel de Mercurio: "Gran milagro, oh Asclepio, es el hombre"

## Rosacruces, masones y teósofos
En el siglo XVII aparecieron unos textos sobre Christian Rosenkreuz que tienen una gran influencia hermética como, por ejemplo, la noción de microcosmos del hombre que se corresponde con el macrocosmos. Los rosacruces también usaron el concepto de la alquimia para referirse a una "regeneración espiritual".
La masonería ha sido considerada por sus miembros como depositaria de saberes secretos ancestrales. En sus orígenes estuvo cerca de la noción rosacruz de la alquimia como "regeneración espiritual". El manuscrito Cooke, de hacia 1415, dice que Yabal había escrito su sabiduría sobre geometría y arquitectura en dos pilares antes del Diluvio Universal y que Hermes y Pitágoras los habían encontrado. Este manuscrito fue la principal fuente de las Constituciones de Anderson de la masonería de 1723.
La teosofía cristiana usa la mitología para ilustrar la creencia en la capacidad humana para acceder a mundos superiores y divinos. La teosofía, al igual que la magia hermética, entiende que la imaginación tiene un poder creador.

### Ediciones de los textos herméticos
Hemos seguido en todo momento la excelente edición crítica de Renau Nebot.
- Textos Herméticos. Traducción del griego Francesc Xavier Renau Nebot. Incluye Corpus Hermeticum [Anexo del Códice VI Nag Hammadi. La Ogdóada y la Enéada], Extractos de Estobeo, Asclepio [Anexo. Nag Hammadi VI 8: Fragmento del Lógos téleios], Fragmentos diversos, Definiciones Herméticas Armenias, Apéndices e Índices de nombres propios y de la doctrina Hermética, 1999 [1ª edición, 2ª impresión]. Madrid: Editorial Gredos. ISBN 978-84-249-2246-7.
- Corpus Hermeticum y Asclepio. Edición Brian P. Copenhaver, traducción del inglés Jaume Pórtulas y Cristina Serna, 2000. Madrid: Editorial Siruela. ISBN 978-84-7844-490-8.
- Obras completas. Corpus hermeticum. Traducción de Núria García Amat. Introducción de Santiago Jubany, 1998. Barcelona: Ediciones Indigo. ISBN 84-89768-18-8.